# Petasites frigidus
Petasites frigidus, coltsfoot dulce del ártico, es una especie de planta del género Petasites nativa de regiones frías a templadas del Ártico en el Hemisferio Norte en el norte de Europa, norte de Asia y norte de América del Norte.
Es una planta perenne herbácea que produce tallos con inflorescencias a comienzos de la primavera, y hojas grandes durante el verano. Los esbeltos tallos con flores miden 10 a 20 cm de alto, y poseen de 5 a 12 inflorescencias, de color entre amarillento-blancuzco a rosado. Las hojas son redondeadas, midiendo de 15 a 20 cm de diámetro, con una base hendida profunda y un margen superficialmente lobulado, la cual surge directamente desde el rizoma enterrado. La cara inferior de las hojas se encuentra recubierta de pelillos enmarañados y lanosos. Crece en suelos húmedos a la sombra, con preferencia en bordes de arroyos y laderas expuestas por las que filtra agua.

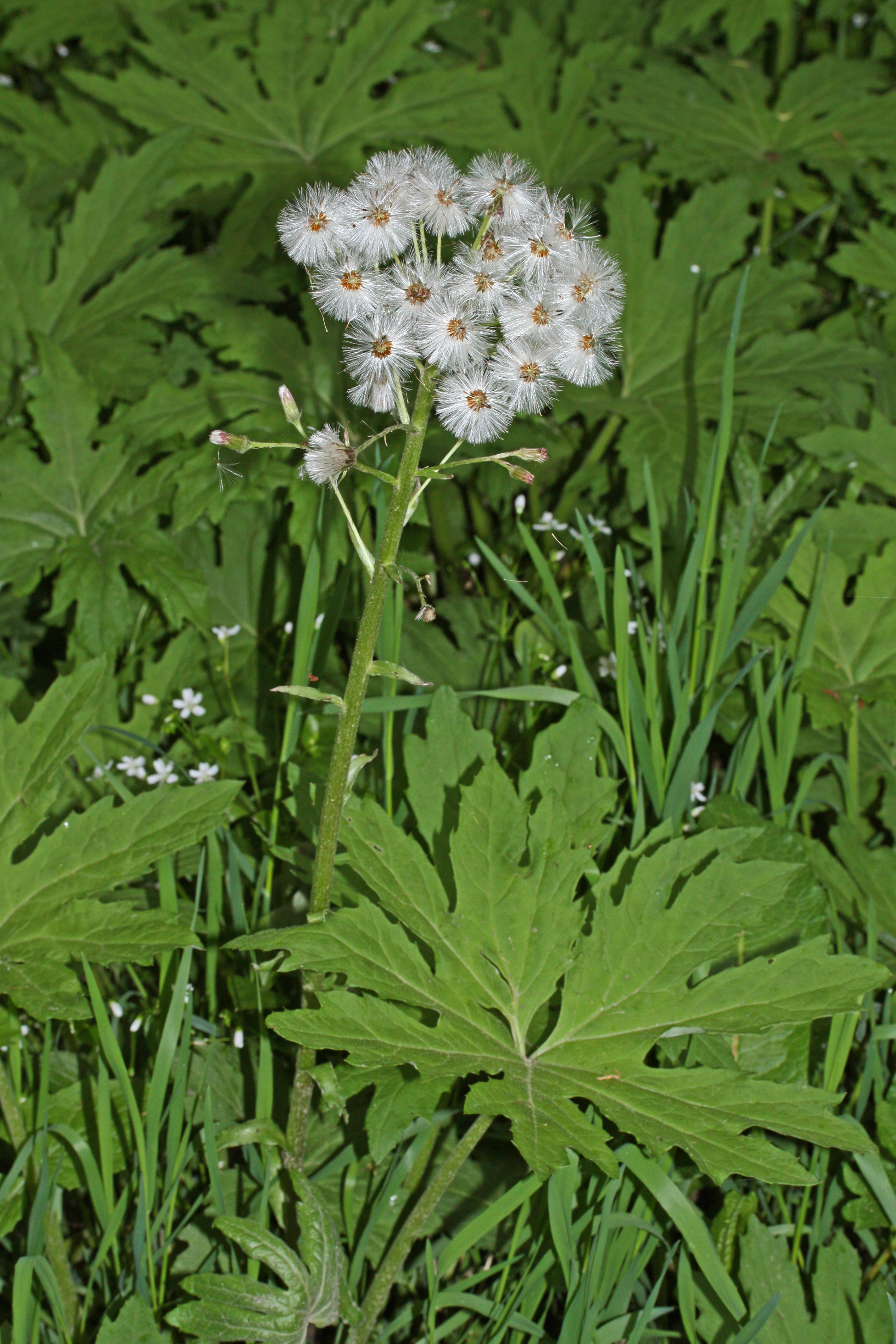
Frutos y hojas de P. f. var. palmatus.

Si bien existe cierto desacuerdo, algunas fuentes identifican cinco variedades de P. frigidus:
- Petasites frigidus var. frigidus
- Petasites frigidus var. nivalis, a veces designada P. nivalis o P. hyperboreus. Esta variedad es común en altitudes subalpinas y alpinas.[6]
- Petasites frigidus var. palmatus, a veces designada P. palmatus, coltsfoot palmado, o coltsfoot occidental; mâl-ē-mē’ (lengua konkow);[7] o tä-tä-tē’;[8] pē’-wē  es la raíz.[9]
- Petasites frigidus var. sagittatus, arrowleaf sweet coltsfoot.
- Petasites frigidus var. vitifolius[10][1]

## Usos
Los tallos de las hojas y de las flores (con sus flores) son comestibles. Se elabora un sustituto de la sal mediante el secado y posterior quemado de las hojas; el polvo negro que se obtiene posee un sabor salado. Sin embargo, a causa de la elevada probabilidad de presencia de diésteres alcaloides pirrolizidínicos tóxicos no saturados en esta especie, su consumo debe ser muy restringido.